# キングスレイド
『キングスレイド』（韓: 킹스레이드）は、韓国のVESPA（後のanic）が開発したiOS/Android向けゲームアプリ。2016年9月にタイで初リリース後、韓国国内では2017年2月に、日本では2018年3月より順次サービスが開始された。
ゲームジャンルはリアルタイムで進行するRPGであり、2020年12月時点の累計ダウンロード数は世界150か国で1,600万を突破している。
2025年3月15日をもってanicからのサービスを終了、本作のIPを取得したMasangsoftよりサービスを再開予定。

## ゲームシステム

### 特徴
本作は3Dグラフィックスで描かれた「英雄」と呼ばれるキャラクターを用いてコマンドバトルを行い、ストーリーや対人戦を進めることが基本的な流れとなる。英雄はそれぞれ役職、攻撃属性、戦闘時のポジショニングである戦闘位置が設定されており、戦術に応じたパーティ編成が要求される。また英雄の強さはレベルに加えて、敵のドロップを通じて収集される装備品の性能によって決定される。コマンドバトルはセミオートによる基本操作と各英雄がもつ「スキル」を任意で発動させることで進行する。この設定は調整可能であり、フルオートやオート周回機能も標準搭載されている。
本作のアイテム課金ではいわゆる「キャラガチャ」が採用されていない特徴があり、ゲームの売りとして打ち出されている。プレイヤーはアプリ内課金や、「英雄の宿屋」と呼ばれるシステムでキャラクターとの親密度を上げることによって、任意のキャラクターを直接手に入れることができる。

### ゲームモード
本作は、シナリオを進める「ストーリーモード」のほかに、全世界のプレイヤーとオンラインで対戦するPvPモード「決闘場」が実装されている。「決闘場」はリーグ制による勝ち上がり方式でバトルが進行し、戦績に応じてキャラクター選択に使用できる「ルビー」やキャラクターの専用武器と交換できる「ビクトリーメダル」が支給される。

## 評価
韓国では大規模なマーケティングが実施されなかったにも関わらず、リリース後に口コミで評判が広まり、同国の中小企業が開発したゲームアプリとしては異例のヒットを果たした。2017年の大韓民国ゲーム大賞では、モバイルゲーム部門で文化体育観光部長官賞に相当する優秀賞を受賞した。
日本ではリリースから数か月後にGoogle PlayおよびApp Storeの売上トップ10にランクインしたことや、国外におけるVESPAの売上高の大半が日本市場由来であることから、日本で成功した韓国発のゲームとして分析されている。

## ストーリー
魔王アングムンド率いる魔族の軍勢と、人間国家オルベルリアの国王カイルを中心としたオルビア大陸の種族たちによる戦いが終結してから100年後の世界。
オルベルリアの見習い騎士カーセルは、アングムンドの力を調査するために派遣され行方知らずとなった兄貴分のクラウスを探すため、幼なじみの司祭フレイとともに旅に出る。旅のなかでカーセルは、先の戦いでカイルがアングムンドを倒すために用いた聖剣エアの使い手に選ばれ、道中で出会う仲間とともに過酷な運命に立ち向かうこととなる。

## 登場人物
声優は日本配信版のキャスト。

### ナイト
| キャラクター名 | 攻撃属性 | 戦闘位置 | 声優         | 備考           |
| -------------- | -------- | -------- | ------------ | -------------- |
| クラウス       | 物理     | 前衛     | 寺島拓篤     | 初期加入キャラ |
| デミア         | 物理     | 前衛     | 神田みか     |                |
| ピルロップ     | 物理     | 前衛     | ふくまつ進紗 |                |
| モーラ         | 魔法     | 前衛     | 本多真梨子   |                |
| ジェーン       | 魔法     | 前衛     | 豊田萌絵     |                |
| リカルド       | 物理     | 前衛     | 楠見尚己     |                |
| アセリカ       | 魔法     | 前衛     | 鬼頭明里     |                |
| ネラクシス     | 魔法     | 前衛     | 岡本信彦     |                |
| ソニア         | 魔法     | 前衛     | 久保田梨沙   |                |
| ロマン         | 物理     | 前衛     | 立花慎之介   | NPC            |
| グレンウィス   | 物理     | 前衛     | 朝井彩加     |                |
| ドザルタ       | 魔法     | 前衛     | 平山笑美     | NPC            |
| テイリー       | 物理     | 前衛     | 福緒唯       |                |
| シャクメ       | 物理     | 前衛     | 善財達也     |                |

### ウォリアー
| キャラクター名 | 攻撃属性 | 戦闘位置 | 声優       | 備考                  |
| -------------- | -------- | -------- | ---------- | --------------------- |
| カーセル       | 物理     | 前衛     | 石川界人   | 主人公 初期加入キャラ |
| ガウ           | 物理     | 前衛     | 新垣樽助   |                       |
| ネイラ         | 物理     | 前衛     | 渡辺優里奈 |                       |
| テオ           | 魔法     | 前衛     | 堀江瞬     |                       |
| ヴィスカ       | 魔法     | 前衛     | 高森奈津美 |                       |
| スカーレット   | 物理     | 前衛     | 中恵光城   |                       |
| セリア         | 魔法     | 前衛     | 福原綾香   |                       |
| プリシラ       | 物理     | 前衛     | 大橋歩夕   |                       |
| チェイス       | 物理     | 前衛     | 小野塚貴志 |                       |
| ニッキー       | 物理     | 前衛     | 五十嵐裕美 | NPC                   |
| ベルンヘイム   | 魔法     | 前衛     | 遠藤大輔   |                       |
| キルツェ       | 魔法     | 前衛     | 神田朱未   |                       |
| 魔王カーセル   | 物理     | 前衛     | 石川界人   |                       |
| ヒルダ         | 魔法     | 前衛     | 下屋則子   |                       |
| リヒト         | 魔法     | 前衛     | 鈴木崚汰   |                       |
| 反逆者クラウス | 物理     | 前衛     | 寺島拓篤   |                       |

### アサシン
| キャラクター名 | 攻撃属性 | 戦闘位置 | 声優       | 備考           |
| -------------- | -------- | -------- | ---------- | -------------- |
| ロイ           | 物理     | 前衛     | 河西健吾   | 初期加入キャラ |
| エピス         | 魔法     | 前衛     | 牧野由依   |                |
| レイナ         | 物理     | 前衛     | 高田憂希   |                |
| フルス         | 物理     | 前衛     | 市来光弘   |                |
| ターニャ       | 物理     | 前衛     | 石見舞菜香 |                |
| エゼキエル     | 魔法     | 前衛     | 渡辺紘     |                |
| エルゼ         | 物理     | 中央     | 原由実     |                |
| ラウディア     | 魔法     | 前衛     | 吉田聖子   |                |
| ミリアンヌ     | 魔法     | 中央     | 前田佳織里 |                |
| ニア           | 物理     | 前衛     | 中島由貴   |                |
| グラディ       | 物理     | 前衛     | 寺島拓篤   | NPC            |
| キベラ         | 魔法     | 前衛     | 髙坂篤志   |                |
| グレモリー     | 魔法     | 中央     | 大森日雅   |                |
| リピネ         | 魔法     | 前衛     | 南條愛乃   |                |

### アーチャー
| キャラクター名 | 攻撃属性 | 戦闘位置 | 声優           | 備考           |
| -------------- | -------- | -------- | -------------- | -------------- |
| セレネ         | 物理     | 中央     | 長妻樹里       | 初期加入キャラ |
| ディマエル     | 魔法     | 後衛     | 石谷春貴       |                |
| ルナ           | 魔法     | 後衛     | 黒沢ともよ     |                |
| アーク         | 魔法     | 中央     | 立花慎之介     |                |
| ヤンヌ         | 物理     | 後衛     | 藤田昌代       |                |
| ザフィーラ     | 物理     | 中央     | おおしたこうた |                |
| レクィナ       | 物理     | 中央     | 富田美憂       |                |
| シャミーラ     | 魔法     | 中央     | 中原麻衣       |                |
| ユリア         | 魔法     | 後衛     | 井上喜久子     |                |
| タリシャ       | 魔法     | 後衛     | 石見舞菜香     |                |
| エステール     | 物理     | 後衛     | 田中美海       |                |

### メカニック
| キャラクター名 | 攻撃属性 | 戦闘位置 | 声優       | 備考 |
| -------------- | -------- | -------- | ---------- | ---- |
| ラクラック     | 物理     | 中央     | 高橋伸也   |      |
| ミルル         | 物理     | 中央     | 五十嵐裕美 |      |
| ロディナ       | 物理     | 後衛     | 高柳知葉   |      |
| アネット       | 魔法     | 中央     | 伊藤美来   |      |
| ミトラ         | 物理     | 中央     | 間島淳司   |      |
| オディ         | 魔法     | 中央     | 伊藤健太郎 |      |
| クロウ         | 物理     | 中央     | 村上聡     |      |
| クリシャ       | 魔法     | 後衛     | 水橋かおり |      |
| カラ           | 魔法     | 中央     | 山本希望   |      |
| セシリア       | 物理     | 前衛     | 田村ゆかり |      |
| ハヌス         | 物理     | 後衛     | 藤井アユ美 | NPC  |
| パンシローネ   | 物理     | 中央     | 竹達彩奈   |      |
| バランセ       | 物理     | 中央     | 小見川千明 | NPC  |

### ウィザード
| キャラクター名 | 攻撃属性 | 戦闘位置 | 声優       | 備考           |
| -------------- | -------- | -------- | ---------- | -------------- |
| クレオ         | 魔法     | 中央     | 小澤亜李   | 初期加入キャラ |
| マリア         | 魔法     | 中央     | 中村桜     |                |
| ローレイン     | 魔法     | 中央     | 平山笑美   |                |
| パベル         | 魔法     | 中央     | 井上雄貴   |                |
| アイシャ       | 魔法     | 中央     | 斎藤千和   |                |
| レウィシア     | 魔法     | 後衛     | 石上静香   |                |
| ニクス         | 物理     | 後衛     | 伊丸岡篤   |                |
| オペリア       | 魔法     | 後衛     | 田中貴子   |                |
| リリア         | 物理     | 後衛     | 大野柚布子 |                |
| アルテミア     | 魔法     | 後衛     | 桑原由気   |                |
| エスカー       | 魔法     | 後衛     | 櫻井孝宏   |                |
| ベロニカ       | 魔法     | 後衛     | 中村桜     | NPC            |
| ダカーリス     | 魔法     | 後衛     | 小上裕通   |                |
| カイン         | 物理     | 中央     | 中谷一博   | NPC            |
| ゼラ           | 魔法     | 中央     | 諏訪彩花   |                |
| イソレット     | 物理     | 後衛     | 奥紗瑛子   |                |
| ルシキエル     | 魔法     | 前衛     | 細谷佳正   |                |

### プリースト
| キャラクター名 | 攻撃属性 | 戦闘位置 | 声優                   | 備考           |
| -------------- | -------- | -------- | ---------------------- | -------------- |
| フレイ         | 魔法     | 後衛     | 加隈亜衣               | 初期加入キャラ |
| カウラ         | 魔法     | 後衛     | 松本忍                 |                |
| レピィ         | 魔法     | 後衛     | 古木のぞみ             |                |
| ボードワン     | 魔法     | 中央     | てらそままさき         |                |
| レオ           | 物理     | 後衛     | 石原夏織               |                |
| ライアス       | 魔法     | 後衛     | 高槻かなこ             |                |
| カサンドラ     | 魔法     | 後衛     | 前田玲奈               |                |
| メディアナ     | 物理     | 後衛     | 床井美紀               |                |
| ラブリル       | 魔法     | 後衛     | 春野杏                 |                |
| ルシアス       | 物理     | 中央     | 田丸篤志               |                |
| シア           | 魔法     | 後衛     | 高野麻里佳             |                |
| メイ           | 魔法     | 中央     | 豊田萌絵               | NPC            |
| ユノ           | 物理     | 中央     | 桑原由気               | NPC            |
| レハトゥナ     | 物理     | 中央     | 新田ひより             |                |
| エヴァン       | 物理     | 中央     | ランズベリー・アーサー |                |
| 堕落 フレイ    | 魔法     | 後衛     | 加隈亜衣               |                |
| イザヤ         | 魔法     | 中央     | 茅野愛衣               |                |

## 作中設定
オルビス大陸（オルビスたいりく）
作中の舞台となる大陸。人間を筆頭に20以上の種族が存在しており、種族によって様々な国家や生存圏で生活している。魔族との戦争ではガルア平原に存在していた諸公国が滅亡し、今なお魔族の占領地となっている。
オルベルリア王国（オルベリアおうこく）
世界樹がある王の平原全体を治める人間の国家。現国王はベログラス2世。魔族の侵略以来、首都外の領地は治安が不安定となっている。
世界樹（せかいじゅ）
光の女神ルアが植えたとされる大樹。本作の全ての生命の発祥地と言われる。
聖剣エア（せいけんエア）
カイルが使用した聖剣。カイルがアングムンドと消滅したのち、得体の知れない闇の力を発したことから世界樹に封印された。

## テレビアニメ
2020年10月から2021年3月まで『キングスレイド 意志を継ぐものたち』のタイトルでテレビ東京ほかにて放送された。ナレーションは小柳良寛。ゲームとは異なるストーリーが展開され、アニメオリジナルの新キャラクターが登場する。なお、諸種の事情によりBlu-rayの発売が中止となった。

### オリジナルキャラクター
- リヒト - 鈴木崚汰[20]、津田美波（幼少期）
- リピネ - 南條愛乃[20]

### スタッフ
- 原作 - VESPA[16]
- 監督 - 星野真[16]
- シリーズ構成 - 清水恵[16]
- キャラクターデザイン・総作画監督 - 新井達也[16]
- モンスターデザイン - 芳山優[16]
- プロップデザイン - 酒井俊輝
- 美術監督 - 池田繁美、丸山由紀子[16]
- 美術設定 - 池田繁美、大久保修一、友野加世子、乗末美穂
- 色彩設計 - 小島真喜子[16]
- 撮影監督 - 廣岡岳[16]
- 編集 - 渡辺直樹[16]
- 音楽 - 得田真裕[16]
- 音響監督 - 濱野高年[16]
- プロデューサー - 李尚鎭、紅谷佳和、Junku Lee、Pansu Kim、内海恵美子、野瀬和也、長谷川嘉範、黒瀬礼央、間取美帆、福留俊
- アニメーションプロデューサー - 草壁匠
- アニメーション制作 - OLM×SUNRISE BEYOND[16]
- 製作 - キングスレイド製作委員会[16]

### 主題歌
「legendary future」
fripSideによる第1クールオープニングテーマ。作詞・作曲・編曲は八木沼悟志。
「SticK Out」
KOTOKOによる第1クールエンディングテーマ。作詞はKOTOKO、作曲はDECO*27、編曲はRockwell。
「Eclipse」
DREAMCATCHERによる第2クールオープニングテーマ。作詞・作曲・編曲はLEEZとOllounder。日本語訳詞に岡野りほ。
「One Wish」
飯田里穂による第2クールエンディングテーマ。作詞・作曲は八木沼悟志、編曲は齋藤真也。

### 各話リスト
| 話数 | サブタイトル       | 脚本     | 絵コンテ      | 演出                                                  | 作画監督 | 初放送日       |
| ---- | ------------------ | -------- | ------------- | ----------------------------------------------------- | --- | -------------- |
| #1   | 月夜に蠢く魔物たち | 清水恵   | 星野真        | 星野真                                                | 黒澤浩美 芳山優 | 2020年 10月3日 |
| #2   | 明かされる真実     | 清水恵   | 髙藤聡        | 髙藤聡                                                | 黒崎隼人 斉藤大輔 | 10月10日       |
| #3   | 先人の遺したもの   | 清水恵   | 嵯峨敏 星野真 | 小谷野竜成                                            | 黒澤浩美 鈴木奈都子 新井達也 | 10月17日       |
| #4   | エルフの棲まう森   | 小鹿りえ | 阿部雅司      | 阿部雅司                                              | 石原満 酒井俊輝 黒崎隼人 入江崇 斉藤大輔 新井達也 | 10月24日       |
| #5   | 聖剣の力           | 小鹿りえ | 葛谷直行      | 小谷野竜成                                            | 粕川みゆき 神谷美也子 吉山隆士 | 10月31日       |
| #6   | 炎の使い手         | 笹野恵   | 伊藤達文      | 深瀬重                                                | 萩原省智 Zearth Sato 清水拓磨 孙鹏 ク ジャチョン チャ ミョンジュン 金海淑 | 11月7日        |
| #7   | 憎しみの向かう先   | 清水恵   | 髙藤聡        | 髙藤聡                                                | 吉田翔太 たかはしなぎさ | 11月14日       |
| #8   | 瞳の記憶           | 笹野恵   | 阿部雅司      | 阿部雅司                                              | 入江崇 鈴木奈都子 黒澤浩美 | 11月21日       |
| #9   | 死人の爪痕         | 小鹿りえ | 小谷野竜成    | 小谷野竜成                                            | 加藤明日美 矢部優希 瀧澤茉夕 粕川みゆき 青木真理子 | 11月28日       |
| #10  | それぞれの理由     | 清水恵   | 葛谷直行      | 小田沙也加                                            | 石原満 斎藤大輔 酒井俊輝 | 12月5日        |
| #11  | オークの誇り       | 笹野恵   | 髙藤聡        | 髙藤聡                                                | 芳山優 黒澤浩美 | 12月12日       |
| #12  | 試煉の刻           | 小鹿りえ | 阿部雅司      | 阿部雅司                                              | 入江崇 鈴木奈都子 酒井俊輝 黒崎隼人 石原満 芳山優 | 12月19日       |
| #13  | 親愛なる友へ…      | 清水恵   | 星野真        | 星野真 髙藤聡 小谷野竜成 阿部雅司 深瀬重 小田沙也加   | 黒澤浩美 芳山優 黒崎隼人 斉藤大輔 新井達也 鈴木奈都子 石原満 酒井俊輝 入江崇 吉山隆士 粕川みゆき 神谷美也子 萩原省智 Zearth Sato 清水拓磨 吉田翔太 たかはしなぎさ 青木真理子 加藤明日美 矢部優希 瀧澤茉夕 | 12月26日       |
| #14  | 深き奈落の入口     | 清水恵   | 星野真        | 南康宏                                                | 吉田翔太 高橋渚 | 12月26日       |
| #15  | 荒地の死闘         | 清水恵   | 星野真        | 髙藤聡                                                | 石原満 芳山優 黒澤浩美 | 2021年 1月9日  |
| #16  | 自由の翼を持つ傭兵 | 笹野恵   | 葛谷直行      | 小谷野竜成                                            | 鈴木奈都子 新井達也 酒井俊輝 芳山優 | 1月16日        |
| #17  | 喪失の痕           | 清水恵   | 葛谷直行      | 阿部雅司                                              | 高見明男 | 1月23日        |
| #18  | 追憶の夜           | 小鹿りえ | 朝倉カイト    | 小田沙也加                                            | 石原満 黒澤浩美 入江崇 | 1月30日        |
| #19  | 密かな決意         | 笹野恵   | 髙藤聡        | 髙藤聡                                                | 鈴木奈都子 入江崇 鈴木裕絵 萩原省智 酒井KEI Zearth Sato | 2月6日         |
| #20  | 孤高の魔法師       | 小鹿りえ | 葛谷直行      | 古賀一臣                                              | 吉田翔太 中弥幸一 山本雄貴 | 2月13日        |
| #21  | 真実のイリア       | 清水恵   | 葛谷直行      | 孫承希                                                | 中本尚 大籠之仁 | 2月20日        |
| #22  | 世界樹を目指して   | 笹野恵   | 葛谷直行      | 小谷野竜成                                            | 石原満 黒澤浩美 入江崇 | 2月27日        |
| #23  | マリアの涙雨       | 笹野恵   | 阿部雅司      | 阿部雅司                                              | 高見明男 鈴木奈都子 鈴木裕絵 | 3月6日         |
| #24  | 立ち向かう者たち   | 清水恵   | 星野真        | 小田沙也加 南康宏 髙藤聡 小谷野竜成 阿部雅司 古賀一臣 | 新井達也 吉田翔太 高橋渚 石原満 黒澤浩美 芳山優 酒井俊輝 鈴木奈都子 高見明男 中弥幸一 山本雄貴 入江崇 鈴木裕絵                                                                                            | 3月13日        |
| #25  | 闇咲く 復讐の刃    | 清水恵   | 葛谷直行      | 髙藤聡                                                | 小暮昌広 小美野雅彦 日向正樹 山根理宏 | 3月20日        |
| #26  | 世界樹の戦い       | 清水恵   | 星野真        | 星野真                                                | 石原満 黒澤浩美 新井達也 | 3月27日        |

### 放送局
| 放送期間                                                      | 放送時間                                                     | 放送局     | 対象地域 | 備考                                                  |
| ------------------------------------------------------------- | ------------------------------------------------------------ | ---------- | -------- | ----------------------------------------------------- |
| 2020年10月3日 - 2021年3月27日                                 | 土曜 1:23 - 1:53（金曜深夜）                                 | テレビ東京 | 東京都   |                                                       |
|                                                               | 土曜 2:05 - 2:35（金曜深夜）                                 | テレビ愛知 | 愛知県   |                                                       |
|                                                               | 土曜 2:10 - 2:40（金曜深夜）                                 | テレビ大阪 | 大阪府   |                                                       |
| 2020年10月8日 - 12月24日 2021年1月5日 2021年1月12日 - 3月30日 | 木曜 23:00 - 23:30 火曜 23:00 - 水曜 0:00 火曜 23:00 - 23:30 | AT-X       | 日本全域 | CS放送 / リピート放送あり 2021年1月5日のみ2話連続放送 |

| 配信開始日     | 配信時間        | 配信サイト |
| -------------- | --------------- | --- |
| 2020年10月3日  | 土曜 12:00 更新 | dアニメストア ビデオマーケット music.jp DMM.com GYAO!ストア ココロビデオ HAPPY!動画 Rakuten TV Google Play バンダイチャンネル ムービーフル / ムービーフルplus TSUTAYA TV J:COMオンデマンド TELASA ニコニコ動画 Amazonプライム・ビデオ ひかりTV |
| 2020年10月6日  | 火曜 12:00 更新 | あにてれ ふらっと動画 auスマートパスプレミアム Hulu U-NEXT |
| 2020年10月9日  | 金曜 12:00 更新 | dTV |
| 2020年10月13日 | 火曜 12:00 更新 | ABEMA |

| テレビ東京 土曜 1:23 - 1:53（金曜深夜） | テレビ東京 土曜 1:23 - 1:53（金曜深夜） | テレビ東京 土曜 1:23 - 1:53（金曜深夜） |
| 前番組                                  | 番組名                                  | 次番組                                  |
| --------------------------------------- | --------------------------------------- | --------------------------------------- |
| BEM（再放送）                           | キングスレイド 意志を継ぐものたち       | 灼熱カバディ                            |

## ラジオ番組
公式ラジオ番組『山本希望・田中貴子のKING'S RAID"IO"!』が2018年10月2日から2019年3月26日まで文化放送にて毎週火曜21:00 - 21:30に放送されていた。